# Map Matching

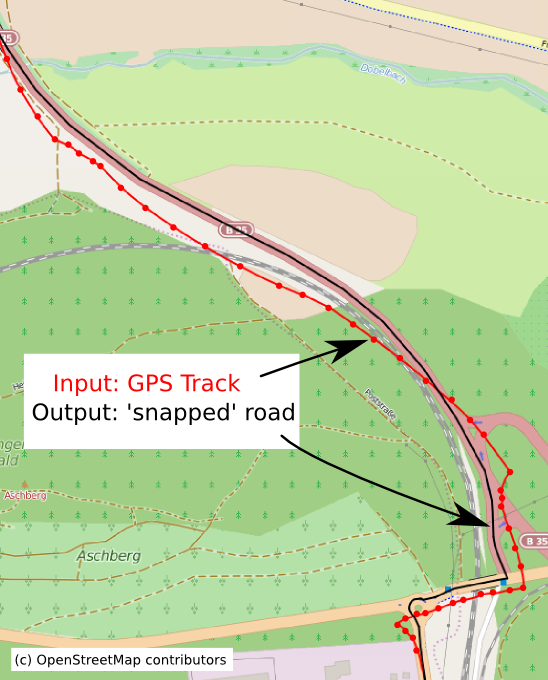
Przykład na Map Matching z [https://www.graphhopper.com/ GraphHopperem

Map Matching – metoda porównania zmierzonych współrzędnych geograficznych z mapą cyfrową.
Zmierzone współrzędne geograficzne przedmiotu, które są bezpośrednio mapowane w układzie współrzędnych cyfrowej mapy mogą odbiegać od ułożenia jednakowego przedmiotu na mapie. Powozy są np. błędy pomiarów zmierzonych współrzędnych geograficznych czy niedokładności mapy. Ponieważ duże użytki (np. nawigacja) potrzebują prawdziwą pozycję na mapie.
Map Matching, to metoda, która porównuje zmierzoną pozycję z informacjami pozycji i geometrii przedmiotów na mapie.

## Rodzaje Map Matching
Są dwie rodzaje Map Matching: Offline Map Matching i Online Map Matching. Zastosowania czasu rzeczywistego należą do Online Map Matching, tzn. porównanie zmierzonej pozycji z mapą cyfrową następuje podczas akwizycji danych, uwzględnianie wcześniejszych pomiarów (np. nawigacja GPS).
Offline Map Matching ma korzyść używania wszystkich, tzn. wcześniejszych i następujących danych, ponieważ porównanie następuje za akwizycją daną (np. post-processing). Dlatego Offline Map Matching jest skuteczniejszy niż Online Map Matching.

## Obliczenie
Jednym z możliwych rozwiązań jest używanie Hidden Markov Model i algorytmu Viterbiego. Należy obliczać możliwe punkty dla każdej pozycji pomiarowej. Te informacje wraz z różnymi możliwościami tworzą Hidden Markov Model. Algorytm Viterbiego znajdzie najprawdopodobniejszą ścieżkę w Hidden Markov Model. Ta ścieżka odpowiada obiektowi na mapie. W obliczeniach można uwzględnić np. odległość między pozycjami pomiarowej i powiązanymi punktami, kierunek jazdy czy odległość jazdy.

## Przykład
U samochodowych systemów nawigacyjnych, pozycja samochodu jest zwykle mierzona z pomocą Nawigacji satelitarnej (np. GPS). Prawidłowość zmierzonej i faktycznej pozycji jest wskazywana za pomocą GPS o długości 15 metrów. Tak samo mapa cyfrowa może mieć tolerancję pomiarową w zakresie kilku metrów. Dla urządzenia nawigacyjnego teraz pozycja pojazdu na mapie cyfrowej musi zostać określona tak, aby np. można obliczyć rozsądną trasę od aktualnej lokalizacji do celu. Bez porównania zmierzonej pozycji z mapą pojazd może być poza zdigitalizowanymi drogami lub na niewłaściwej drodze na mapie. Ponieważ pozycja pojazdu na mapie cyfrowej ma decydujące znaczenie dla urządzenia nawigacyjnego, zmierzoną pozycję porównuje się z informacjami mapy w taki sposób, aby ustalić najbardziej prawdopodobną pozycję pojazdu na mapie do celów nawigacji. W tym Map Matching wykorzystuje znajomość ruchu pojazdu. Na przykład pojazdy w ruchu drogowym nie mogą poruszać się poza podanymi drogami, pozycja nie może znajdować się w obrębie obszarów zabudowanych, lecz jedynie na drodze zdigitalizowanej.

## Zastosowanie
Jednoznaczna identyfikacja drogi lub odcinka drogi umożliwia zastosowania takie, jak:
- dociekanie informacji przepływu ruchu z danych o pasie ruchu pojazdu;
- przyporządkowanie ulicom atrybutów dodatkowych, takich, jak piękno, ocena użytkowników;
- dodawanie reguły pokonywania zakrętów do nagranej ścieżki GPX.

## Odnośniki do bezpłatnych aplikacji
- Open Source Java realizację w oparciu o planer tras GraphHopper;
- Offline-MapMatching – wtyczka wolnego Systemu informacji geograficznej QGIS.